# Laura Heyrman
Laura Heyrman (Beveren, 17 mei 1993) is een Belgische volleybalster. Ze speelt als middenaanvalster.

## Levensloop
Heyrman startte in het seizoen 2009/10 bij Asterix Kieldrecht waar ze drie jaar zou blijven en drie jaar kampioen spelen, in 2012 ging ze over naar het Duitse Dresdner SC. In 2013 stapte ze over naar de Italiaanse competitie bij Liu Jo Modena en River Volley Piacenza. Na een kort avontuur in Japan bij Hitachi Rivale (2018 - 2019) ging ze opnieuw aan de slag in Italië bij Saugella Monza. Sinds 2021 speelt ze voor het Turkse Eczacıbaşı.
In 2009 behaalde ze met Belgische vrouwenploeg van min 18-jarigen de titel als Europees Kampioen in 2009. In 2010 behaalde ze ook met de Belgische volleymeisjes goud op de Olympische Jeugdzomerspelen 2010 in Singapore.
Heyrman debuteerde in 2011 in de Belgische nationale ploeg. Daarmee won ze in 2013 een bronzen medaille op het Europees kampioenschap volleybal vrouwen 2013 en zilver in de Europese volleyballeague van dat jaar. Op de Europese Spelen 2015 in Bakoe eindigde ze met de nationale ploeg op de vijfde plaats.

## Palmares

### Club
Asterix Kieldrecht
- 2010, 2011, 2012: Kampioen van België
- 2010, 2011: Beker van België
- 2012: Finaliste Beker van België
- 2010: Belgische Supercup

Dresdner SC
- 2013: Tweede Kampioenschap Duitsland

LJ Modena
- 2015: Zilver Beker van Italië

Saugella Monza
- 2021: CEV Cup

### Nationaal team
- 2009 -  EK - 18 jaar
- 2010 -  Olympische Jeugdzomerspelen 2010
- 2013 -  Europees kampioenschap volleybal vrouwen 2013
- 2013 -  Europese volleyballeague vrouwen 2013
- 2015 - 5e Europese Spelen